# Kiskunfélegyháza
Kiskunfélegyháza es una ciudad (en húngaro: "város") en el condado de Bács-Kiskun, en Hungría, a unos 130 km al sudeste de Budapest. Es la tercera ciudad más grande del condado, después de Kecskemét y Baja. 

## Ciudades hermanadas
- Braunfels, Alemania (1992)
- Corund, Rumanía (1993)
- Silkeborg, Dinamarca (1998)
- Die, Francia (2000)
- Sighişoara, Rumanía (2001)
- Feltre, Italia (2006)